# Ampelisca calooma
Ampelisca calooma is een vlokreeftensoort uit de familie van de Ampeliscidae. De wetenschappelijke naam van de soort is voor het eerst geldig gepubliceerd in 1985 door Lowry & Poore.